# Phoradendron angustifolium
Phoradendron angustifolium är en sandelträdsväxtart som först beskrevs av Carl Sigismund Kunth, och fick sitt nu gällande namn av Nuttall. Phoradendron angustifolium ingår i släktet Phoradendron och familjen sandelträdsväxter. Inga underarter finns listade i Catalogue of Life.